# Mario Gigena
Mario Gigena (Villa del Rosario, Provincia de Córdoba, 5 de marzo de 1977) es un exbaloncestista argentino nacionalizado italiano. En 1992, siendo todavía un jugador de las categorías juveniles, se instaló en Italia, país en el que hizo casi toda su carrera como profesional. A diferencia de su hermano Silvio Gigena que fue miembro de la selección de básquet de Argentina, Mario Gigena jugó para la selección de baloncesto de Italia.

## Trayectoria

### Clubes
| Club                    | País      | Año         |
| ----------------------- | --------- | ----------- |
| Basket Livorno          | Italia    | 1995 - 1999 |
| Aurora Basket Jesi      | Italia    | 1999 - 2000 |
| Varese Roosters         | Italia    | 2000        |
| Aurora Basket Jesi      | Italia    | 2000 - 2003 |
| Armani Jeans Milano     | Italia    | 2003 - 2007 |
| Rieti                   | Italia    | 2007 - 2009 |
| Veroli Basket           | Italia    | 2009 - 2010 |
| Assi Basket Ostuni      | Italia    | 2010 - 2011 |
| Spider Fabriano         | Italia    | 2011 - 2012 |
| La Fortezza Recanati    | Italia    | 2012        |
| Obras Sanitarias        | Argentina | 2012 - 2013 |
| Don Bosco Livorno       | Italia    | 2013 - 2015 |
| Golfo Piombino          | Italia    | 2015 - 2016 |
| Labronica Livorno       | Italia    | 2016 - 2017 |
| Basket Cecina           | Italia    | 2017 - 2019 |
| US Sei Rose Rosignano   | Italia    | 2020 - 2021 |
| Invictus Basket Livorno | Italia    | 2022 - 2023 |

## Selección nacional
Gigena participó en el torneo de baloncesto masculino de los Juegos Mediterráneos de 2001 representando a Italia.